# Peter Schlumbom
Peter Christoph Schlumbom (* 22. November 1887; † 24. Februar 1959) war ein deutscher Kaufmann, einige Jahre in Ostasien und nach 1938 wieder in Hamburg ansässig.

## Leben

### Handelstätigkeiten in Ostasien
Peter Schlumbom kam als junger Kaufmann nach Ostasien, wo er bis 1939 in Singapur, auf den Philippinen und in Japan tätig war. Um 1912 war er im Unternehmen Behn, Meyer & Co. (heute Behn Meyer Holding AG) in Singapur tätig, das von Theodor August Behn und Valentin Lorenz Meyer gegründet wurde.
Über Behn, Meyer & Co. kam er nach Manila. Nachdem die US-Amerikaner nach dem Ersten Weltkrieg 1918 die philippinische Filiale zwangsliquidieren ließen, weil sie hinter der deutschen Handelsgesellschaft eine politisch agierende Regierungseinrichtung vermuteten, konnte der 1887 über Ed. A. Keller & Co. nach Manila gelangte und später dort ebenfalls bei Behn, Meyer & Co. beschäftigte Schweizer Johannes M. Menzi im Einvernehmen mit dem Käufer John Bordman einen maßgeblichen Anteil am jetzt amerikanischen Unternehmen erwerben. Menzi gründete dann in Manila sein eigenes Unternehmen Menzi & Co., bei dem Schlumbom um 1924 als Teilhaber nachweisbar ist. Im Jahreskonferenzbericht 1929 der Philippine Sugar Association wird er als korrespondierendes Mitglied genannt. In Manila wurden zumindest Schlumboms gleichnamiger Sohn Peter Christoph (* 1928) – er promovierte 1960 an der ETH Zürich und ließ sich in Basel nieder – und seine Tochter Rose-Marie, genannt Romi (1929–2024) – später verheiratet mit dem Humoristen Loriot – geboren.
Die Kinder wurden nach einem weiteren Umzug im Jahr 1934 nach Japan in der deutschen Schule in Kōbe eingeschult. Gewohnt hat die sechsköpfige Familie in einem Haus in Ashiya. In Osaka war Schlumbom Inhaber der Schlumbom boeki gōshi-gaisha mit Sitz in Tosabori-dori, Nishi-ku (siehe hierzu Rechtsform#Japan), die in Kōbe eine Filiale hatte, und wo die Unternehmensführung als geschäftsführender Gesellschafter des gesandten hanseatischen Kaufmanns zu dieser Zeit offensichtlich unbekannt war.
Schlumboms Familie diente als Vorlage für die Familie Stolz (japanisch シュトルツ) in der Erzählung Sasame-yuki (japanisch 細雪, dtsch. Die Schwestern Makioka) von Tanizaki Jun’ichirō.

### Zeit des Nationalsozialismus und Rückkehr nach Deutschland
Nachdem das Geschäft in Japan nicht gut lief, trat er am 1. Juni 1935 der Deutschen Arbeitsfront (DAF) und am 1. November 1936 der Nationalsozialistischen Deutschen Arbeiterpartei (NSDAP) bei. Als Vater von vier Kindern mit seiner Frau Frieda, geborene Kuß, trat er 1939 auch dem Reichsbund der Kinderreichen (RdK) bei. Noch vor Kriegsausbruch kehrte er mit seiner Familie zurück nach Deutschland. Er übernahm unter anderem eine Tätigkeit als Blockhelfer/Blockleiter.
Mit dem Kauf zahlreicher Firmen wie z. B. durch „Arisierungs-Käufe“ der Leinen- und Baumwollgroßhandlung Schönfeld & Wolfers und der des niederländischen Großhändlers für Berufskleidung Joseph Veffer in Amsterdam, erlangte er im Dritten Reich größeren Wohlstand. Zweimal wurde die Familie im Krieg „ausgebombt“, wodurch vom Wohlstand erst einmal nicht viel blieb.

### Schlumbom im Nachkriegsdeutschland

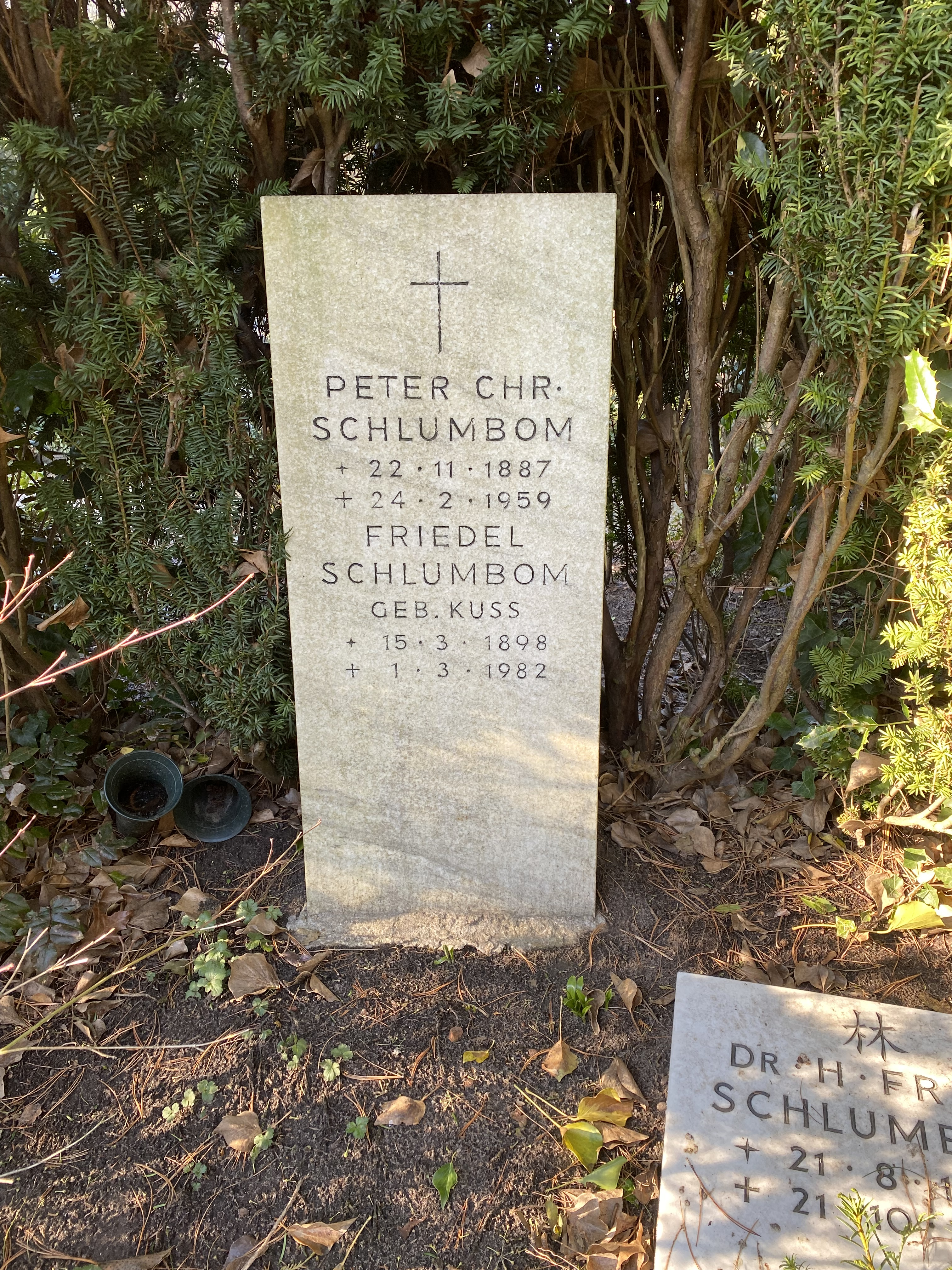
Grabstätte auf dem Nienstedtener Friedhof

Nach Kriegsende wurde Schlumbom im Rahmen des Entnazifizierungsverfahrens im Juni 1948 verhandelt, insbesondere der Verkaufsabschluss über die Firma Schönfeld & Wolfers. Der Kaufvertrag kam nach Schlumboms Angaben über den Kontakt zu einem Hamburger Kaufmann zustande, der ihm mitgeteilt haben solle, dass der Miteigentümer Hugo Wolfers die Ausreise nach Australien anvisierte. Dieser Kaufvertrag war vor Kriegsausbruch am 29. Juni 1939 geschlossen, trat per Vertragsnachtrag am 25. September 1940 in Kraft und wurde im Oktober 1940 vom Reichsstatthalter Karl Kaufmann unter Berufung auf die Nürnberger Gesetze genehmigt und notariell besiegelt. Dieser stellte fest, dass die Mitinhaber Hugo Wolfers (* 1875; deportiert 1941), Elisabeth Gorden, geb. Wolfers (* 1879; deportiert 1941), Sigrid Hess, geb. Wolfers (1903–1948) und Natalie Kramer, geb. Wolfers (* 1906) Juden und genannte Gertrud Wolfers, geb. Fränkel (1882–1956), Mischling ersten Grades, und Peter Schlumbom „Arier“ seien. Auflagen waren, dass Hugo Wolfers als Angestellter zunächst nur bis zum 31. Dezember 1940 weiterhin in der Firma tätig sein und der bisherige Firmenname auch mit einem die Nachfolgeschaft ausdrückenden Zusatz nur bis längstens zum selbigen Zeitpunkt geführt werden durfte.
Laut Schlumbom wurde Wolfers als ehemalige Firmeninhaber noch bis zum 31. März 1941 als Angestellter gegen Entgelt zur Sicherstellung seines Lebensunterhalts in seinem früheren Unternehmen beschäftigt. Hugo Wolfers und dessen Ehefrau Olga geborene Oppenheimer (1885; ebenfalls deportiert 1941 und Mitinhaberin von Schönfeld & Wolfers) wurden beide mit Stolpersteinen am Hofweg 31 in Hamburg-Uhlenhorst gedacht.
Schlumbom wurde trotz Zweifeln des Berufungsausschusses nicht verurteilt und führte sein Textilunternehmen in Hamburg fort.
Er war Mitglied im Ostasiatischen Verein. Schlumbom verstarb 71-jährig und wurde auf dem Nienstedtener Friedhof beigesetzt.